# Nguyễn Phương Thảo
Nguyễn Phương Thảo (sinh ngày 10 tháng 10 năm 1974, Hà Nội, Việt Nam) là một nhiếp ảnh gia Việt có trụ sở tại Praha.

## Cuộc sống và công việc
Cô được sinh ra trong gia đình của một nhà báo và nhà kinh tế tại Hà Nội. Năm 1990, cô đến học tập tại Prague, Tiệp Khắc Khoa Khoa học xã hội. Trong lúc học tập ở Prague, cô đã bắt đầu chụp hình. Từ năm 1997, cô trổ thành một nhiếp ảnh gia chính của Mladou frontu DNES, chuyên chụp ảnh chân dung.
Bảo vệ thành công học vị Tiến sĩ ngành báo chí chuyên ngành ảnh năm 2000 tại Đại học Tổng hợp Charle Prague 2000.

## Giải thưởng
- 2003, 2006, 2007 - Ảnh báo chí Tiệp Khắc

## Triển Lãm (lựa chọn)
- 2008 - Phòng Josef Sudek Gallery, Prague
- 2010 - Cafe Bar Platýz, Praha